# Changtian, Guangdong
Changtian (kinesiska: 长田) är en köping i sydöstra Kina. Den ligger i Pingyuan härad i staden Meizhou i provinsen Guangdong, omkring 310 kilometer nordost om provinshuvudstaden Guangzhou. Antalet invånare är 8 480. Befolkningen består av 4 227 kvinnor och 4 253 män. Barn under 15 år utgör 18,0 %, vuxna 15-64 år 68 %, och äldre över 65 år 13,0 %.